# Pamona
Pamona (auch: Bare’e) ist eine in Zentralsulawesi gesprochene Sprache. Sie gehört zu den malayo-polynesischen Sprachen innerhalb der austronesischen Sprachen.
Es werden folgende Dialekte gesprochen: 
Laiwonu (Iba), Pamona, Rapangkaka (Aria), Taa (Topotaa, Wana), Tobau (Bare’e, Tobalo, Tobao), Tokondindi, Tomoni und Topada.